# 长寿街道
长寿街道，是中华人民共和国河北省石家庄市新乐市下辖的一个乡镇级行政单位。

## 行政区划
长寿街道下辖以下地区：
久乐社区、新华社区、建安社区、华宝社区、金融社区、市府社区、远洋社区、国人社区、热电社区、花园社区、东长寿村、西长寿村、芦新村、东安家庄村、东名村、岗头村、何家庄村、吴家庄村、东杨家庄村、同常店村和黄家庄村。

## 交通
- 京广铁路：新乐站